# Río Pisueña
El río Pisueña es un río del norte de España, en la Cornisa Cantábrica, que discurre por Cantabria y es afluente del Río Pas.

## Curso
El curso de agua nace en las inmediaciones de Pisueña, localidad del municipio cántabro de Selaya. Existe una ruta que va hasta el lugar en donde nace. 
Tras algo más de 36 kilómetros, se une al Pas a la altura de Vargas, localidad de Puente Viesgo. 
Sus principales afluentes son los ríos Campillo, Suscuaja, Rozas y el Linquera.

## Pesca
Un tramo de este río es un coto tradicional de pesca de trucha denominado "Puente del Diablo", siendo su límite superior la presa de Vega de Villafufre y el inferior la presa de La Penilla (Santa María de Cayón). La temporada comprende las fechas del 19 de mayo y 31 de julio. El cupo de capturas son 8, y el tamaño mínimo de trucha debe ser 21 cm.